# セルジ・バルフアン
- セルジ・バルジュアン

セルジ・バルフアン・エスクルサ（SERGI Barjuan Esclusa, 1971年12月28日 - ）は、スペイン・ラス・フランケサス・ダル・バリェス出身の元サッカー選手、現サッカー指導者。スペイン代表であった。ポジションはDF（左サイドバック）。
下部組織を経て10年近くFCバルセロナに在籍し、数々のタイトルを獲得するとともにキャプテンも務めた。プロデビューしてすぐにスペイン代表デビューし、2度のFIFAワールドカップと2度のUEFA欧州選手権に出場した。

## クラブ経歴
FCバルセロナの下部組織出身で、1993年11月24日のUEFAチャンピオンズリーグ・ガラタサライSK戦(0-0)でトップチームデビューした。その後は絶対的なレギュラーとなり、1998-99シーズンまで出場試合数が31試合を下回ることはなかった。FCバルセロナでは3度のリーグ優勝、2度のコパ・デル・レイ優勝、2度のスーペルコパ・デ・エスパーニャ優勝、1度のUEFAカップウィナーズカップ優勝、1度のUEFAスーパーカップ優勝を果たした。左サイドバックを務め、主にアルベルト・フェレールとサイドバックのコンビを組んだ。2002年にルイス・ファン・ハール監督が就任すると余剰戦力とみなされ、アトレティコ・マドリードに移籍した。アトレティコではまずまずの3シーズンを過ごし、合計33枚のイエローカードを受けたが、リーグ戦85試合に出場した。2004-05シーズン終了後に現役引退した。

## 代表経歴
FCバルセロナでトップチームデビューを飾ってすぐにスペイン代表に招集され、1994年2月9日にサンタ・クルス・デ・テネリフェで行われたポーランドとの親善試合でデビュー、この試合で代表初ゴールも挙げた。
1994 FIFAワールドカップではグループリーグのボリビア戦、ラウンド16のスイス戦、準々決勝のイタリア戦でそれぞれ1アシストずつ、合計3アシストを決めた。UEFA欧州選手権1996ではグループリーグのブルガリア戦で1アシスト、準々決勝まで進出したがイングランドに延長PKで敗れた。1998 FIFAワールドカップではグループリーグの3試合に出場したが、決勝トーナメントにも進出出来なかった。UEFA欧州選手権2000では1試合に出場した。2002年2月13日のポルトガル戦に出場、この試合が代表での最後の場して出場となり、ワールドカップ日韓大会予選では4試合に出場したが、本大会のメンバー入りはならなかった。通算56キャップを記録した

## 指導者経歴
現役引退後はマーケティング分野で働いたり、少年向けサッカーキャンプを開催したりした。2009年7月、FCバルセロナの下部組織のひとつであるフベニールBの監督に就任した。
2012年5月22日、セグンダ・ディビシオン（2部）のレクレアティーボ・ウェルバ監督に就任した。
2015年4月6日、UDアルメリアの監督に就任した。
2017年4月4日、RCDマヨルカの監督に就任した。
2021年6月17日、2年契約でFCバルセロナB監督に就任。同年10月28日、ロナルド・クーマンの解任に伴いFCバルセロナの暫定監督を務めることになった。

## 所属クラブ

### 選手
- FCバルセロナB 1992-1994
- FCバルセロナ 1993-2002
- アトレティコ・マドリード 2002-2005

### 指導者
- FCバルセロナ フベニールB 2009-2011
- レクレアティーボ・ウェルバ 2012-2014
- UDアルメリア 2015
- RCDマヨルカ 2017
- 杭州緑城 2017-2019
- バルセロナB 2021-
- バルセロナ（暫定） 2021

## 個人成績
| クラブ成績 | クラブ成績               | クラブ成績 | リーグ | リーグ | カップ | カップ | 国際大会   | 国際大会   | 通算 | 通算 |
| シーズン   | クラブ                   | リーグ     | 出場   | 得点   | 出場   | 得点   | 出場       | 得点       | 出場 | 得点 |
| スペイン   | スペイン                 | スペイン   | リーグ | リーグ | 国王杯 | 国王杯 | ヨーロッパ | ヨーロッパ | 通算 | 通算 |
| ---------- | ------------------------ | ---------- | ------ | ------ | ------ | ------ | ---------- | ---------- | ---- | ---- |
| 1993–94    | FCバルセロナ             | ラ・リーガ | 23     | 0      | 4      | 1      | 8          | 0          | 35   | 1    |
| 1994–95    | FCバルセロナ             | ラ・リーガ | 34     | 1      | 3      | 0      | 8          | 0          | 45   | 1    |
| 1995–96    | FCバルセロナ             | ラ・リーガ | 40     | 0      | 6      | 0      | 7          | 2          | 53   | 2    |
| 1996–97    | FCバルセロナ             | ラ・リーガ | 34     | 1      | 8      | 0      | 7          | 0          | 49   | 1    |
| 1997–98    | FCバルセロナ             | ラ・リーガ | 31     | 2      | 8      | 1      | 8          | 0          | 47   | 3    |
| 1998–99    | FCバルセロナ             | ラ・リーガ | 35     | 0      | 5      | 1      | 5          | 0          | 45   | 1    |
| 1999–00    | FCバルセロナ             | ラ・リーガ | 19     | 1      | 6      | 0      | 6          | 0          | 31   | 1    |
| 2000–01    | FCバルセロナ             | ラ・リーガ | 33     | 1      | 6      | 0      | 13         | 0          | 52   | 1    |
| 2001–02    | FCバルセロナ             | ラ・リーガ | 18     | 0      | 0      | 0      | 7          | 0          | 25   | 0    |
| 2002–03    | アトレティコ・マドリード | ラ・リーガ | 26     | 0      | 4      | 0      | -          | -          | 30   | 0    |
| 2003–04    | アトレティコ・マドリード | ラ・リーガ | 32     | 0      | 5      | 0      | -          | -          | 37   | 0    |
| 2004–05    | アトレティコ・マドリード | ラ・リーガ | 27     | 0      | 1      | 0      | 3          | 0          | 31   | 0    |
| 通算       | スペイン                 | スペイン   | 352    | 6      | 56     | 3      | 72         | 2          | 480  | 11   |

## 代表歴

### 出場大会
- スペイン代表
  - 1994 FIFAワールドカップ
  - 1998 FIFAワールドカップ

### 試合数
- 国際Aマッチ 56試合 1得点（1994年-2002年）[7]

| スペイン代表 | 国際Aマッチ | 国際Aマッチ |
| 年           | 出場        | 得点        |
| ------------ | ----------- | ----------- |
| 1994         | 11          | 1           |
| 1995         | 6           | 0           |
| 1996         | 9           | 0           |
| 1997         | 4           | 0           |
| 1998         | 9           | 0           |
| 1999         | 5           | 0           |
| 2000         | 7           | 0           |
| 2001         | 4           | 0           |
| 2002         | 1           | 0           |
| 通算         | 56          | 1           |

## タイトル
- FCバルセロナ
  - リーガ・エスパニョーラ: 1993–94, 1997–98, 1998–99
  - コパ・デル・レイ: 1996–97, 1997–98
  - スーペルコパ・デ・エスパーニャ: 1994, 1996
  - UEFAカップウィナーズカップ: 1996–97
  - UEFAスーパーカップ: 1997